# Coppa Italia Dilettanti (Fase Eccellenza) 1998-1999
La fase Eccellenza della Coppa Italia Dilettanti 1998-1999 è un trofeo di calcio cui partecipano le squadre militanti nell'Eccellenza 1998-1999. Questa è la 18ª ed ultima edizione, la ottava con questo nome (fino al 1991 il massimo campionato regionale si chiamava "Promozione"). La vincitrice si qualifica per la finale della Coppa Italia Dilettanti 1998-1999 contro la vincitrice della fase C.N.D. ed ottiene la promozione nella Serie D 1999-2000.
Questa è l'ultima edizione di questo torneo con questo nome: con l'edizione successiva vi è lo scorporo delle squadre della Serie D, le quali disputano la propria Coppa Italia. Quindi dal 1999, il format della "fase Eccellenza" diviene quello della nuova Coppa Italia Dilettanti.

## Breve regolamento
Le compagini della Eccellenza 1998-1999 e della Promozione 1998-1999 (rispettivamente 1º e 2º livello regionale, ovvero 6º e 7º nazionale) competono nelle coppe regionali.
Le 19 vincitrici accedono alla fase nazionale ove vengono divise in tre triangolari e 5 sfide dirette. Le 8 squadre che passano il turno, accedono ai quarti di finale, semifinali e finale (tutti turni a gare di andata e ritorno).
La vincitrice della coppa ottiene la promozione. Nel caso che essa abbia già ottenuto la promozione attraverso il posto in campionato, il posto-promozione andrà alla migliore fra le altre semifinaliste che abbia diritto (le compagini che militano in Promozione o che vi siano retrocesse nella stagione in corso, non possono essere promosse in Serie D). Nel caso che tutte le 4 semifinaliste siano o già state promosse, o militino in Promozione, il posto-promozione non viene assegnato.

## Squadre partecipanti
| Regione                | Squadra           | Città                 | Risultato | Finalista             |
| ---------------------- | ----------------- | --------------------- | --------- | --------------------- |
| Piemonte-Valle d'Aosta | Moncalieri        | Moncalieri (TO)       | 2–0 e 1–2 | Volpiano              |
| Liguria                | Fezzanese         | Fezzano (SP)          | 3–3 e 2–0 | Busalla               |
| Lombardia              | Salò Benaco       | Salò (BS)             | 1–0       | Sagnino               |
| Trentino-Alto Adige    | Bolzano           | Bolzano (BZ)          | 2–0       | Condinese             |
| Veneto                 | Conegliano        | Conegliano (TV)       | ?         | ?                     |
| Friuli-Venezia Giulia  | Pro Gorizia       | Gorizia               | 1–0       | Cormonese             |
| Emilia-Romagna         | Colorno           | Colorno (PR)          | 3–2       | Massa Lombarda        |
| Toscana                | Porcarimontecarlo | Porcari (LU)          | ?         | ?                     |
| Umbria                 | Todi              | Todi (PG)             | 1–0       | Grifo Sant'Angelo     |
| Marche                 | Camerino          | Camerino (MC)         | ?         | ?                     |
| Lazio                  | Castrense         | Grotte di Castro (VT) | 2–1       | Albalonga             |
| Abruzzo                | Notaresco         | Notaresco (TE)        | ?         | ?                     |
| Molise                 | Bojano            | Bojano (CB)           | 2–0       | San Giorgio Collathia |
| Campania               | Spigolatrice      | Sapri (SA)            | 1–0       | Afragolese            |
| Puglia                 | Taurisano         | Taurisano (LE)        | ?         | Ostuni                |
| Basilicata             | Materasassi       | Matera                | 2–1 e 4–1 | Vietri                |
| Calabria               | Real Soverato     | Soverato (CZ)         | ?         | Paolana               |
| Sicilia                | Leonzio           | Lentini (SR)          | 3–0       | Alcamo                |
| Sardegna               | Corrasi           | Oliena (NU)           | 1–0 (dts) | Pula                  |

## Primo turno
La Lega Nazionale Dilettanti ha diviso le 19 compagini in 8 gironi : tre da 3 squadre (A, B e E) e cinque da 2 (C, D, F, G e H). Mentre i primi sono effettivamente dei gironi (a parità di punti la graduatoria viene stilata secondo la differenza reti, il maggior numero di reti segnate ed alla fine il sorteggio), negli ultimi, in caso di parità nel computo delle reti, si ricorre ai tempi supplementari ed ai tiri di rigore, quindi sono effettivamente delle sfide dirette.

### Triangolari
| Data       | Girone A                 | ris.  |
| ---------- | ------------------------ | ----- |
| 10.03.1999 | Bolzano – Pro Gorizia    | 1 – 0 |
| 17.03.1999 | Pro Gorizia – Conegliano | 0 – 0 |
| 24.03.1999 | Conegliano – Bolzano     | 2 – 0 |

| Classifica  | P.ti | G | V | N | P | GF | GS | DR |
| ----------- | ---- | - | - | - | - | -- | -- | -- |
| Conegliano  | 4    | 2 | 1 | 1 | 0 | 2  | 0  | +2 |
| Bolzano     | 3    | 2 | 1 | 0 | 1 | 1  | 2  | –1 |
| Pro Gorizia | 1    | 2 | 0 | 1 | 1 | 0  | 1  | –1 |

| Data       | Girone B                 | ris.  |
| ---------- | ------------------------ | ----- |
| 10.03.1999 | Moncalieri – Colorno     | 1 – 0 |
| 17.03.1999 | Colorno – Salò Benaco    | 0 – 0 |
| 24.03.1999 | Salò Benaco – Moncalieri | 0 – 1 |

| Classifica  | P.ti | G | V | N | P | GF | GS | DR |
| ----------- | ---- | - | - | - | - | -- | -- | -- |
| Moncalieri  | 6    | 2 | 2 | 0 | 0 | 2  | 0  | +2 |
| Colorno     | 1    | 2 | 0 | 1 | 1 | 0  | 1  | –1 |
| Salò Benaco | 1    | 2 | 0 | 1 | 1 | 0  | 1  | –1 |

| Data       | Girone E             | ris.  |
| ---------- | -------------------- | ----- |
| 10.03.1999 | Todi – Camerino      | 3 – 1 |
| 17.03.1999 | Camerino – Notaresco | 2 – 3 |
| 24.03.1999 | Notaresco – Todi     | 2 – 2 |

| Classifica | P.ti | G | V | N | P | GF | GS | DR |
| ---------- | ---- | - | - | - | - | -- | -- | -- |
| Todi       | 4    | 2 | 1 | 1 | 0 | 5  | 3  | +2 |
| Notaresco  | 4    | 2 | 1 | 1 | 0 | 5  | 4  | +1 |
| Camerino   | 0    | 2 | 0 | 0 | 2 | 3  | 6  | –3 |

### Sfide dirette
| Squadra 1     | Totale | Squadra 2         | Andata     | Ritorno    |
| ------------- | ------ | ----------------- | ---------- | ---------- |
|               |        |                   | 10.03.1999 | 24.03.1999 |
| Fezzanese     | 2 – 6  | Porcarimontecarlo | 0 – 1      | 2 – 5      |
| Corrasi       | 1 – 4  | Castrense         | 0 – 2      | 1 – 2      |
| Spigolatrice  | 5 – 1  | Bojano            | 3 – 0      | 2 – 1      |
| Materasassi   | 3 – 14 | Taurisano         | 2 – 5      | 1 – 9      |
| Real Soverato | 0 – 2  | Leonzio           | 1 – 1      | 0 – 2      |

## Quarti di finale
| Squadra 1         | Totale      | Squadra 2    | Andata     | Ritorno    |
| ----------------- | ----------- | ------------ | ---------- | ---------- |
|                   |             |              | 31.03.1999 | 07.04.1999 |
| Conegliano        | 0 – 6       | Moncalieri   | 0 – 4      | 0 – 2      |
| Porcarimontecarlo | 3 – 3 (gfc) | Castrense    | 2 – 0      | 1 – 3      |
| Taurisano         | 6 – 1       | Todi         | 3 – 1      | 3 – 0      |
| Leonzio           | 0 – 1       | Spigolatrice | 0 – 0      | 0 – 1      |

## Semifinali
| Squadra 1    | Totale      | Squadra 2         | Andata     | Ritorno    |
| ------------ | ----------- | ----------------- | ---------- | ---------- |
|              |             |                   | 14.04.1999 | 21.04.1999 |
| Moncalieri   | 3 – 2       | Porcarimontecarlo | 1 – 0      | 2 – 2      |
| Spigolatrice | 2 – 2 (gfc) | Taurisano         | 2 – 1      | 0 – 1      |

## Finale
| Squadra 1 | Totale | Squadra 2  | Andata     | Ritorno    |
| --------- | ------ | ---------- | ---------- | ---------- |
|           |        |            | 05.05.1999 | 12.05.1999 |
| Taurisano | 1 – 8  | Moncalieri | 0 – 2      | 1 – 6      |

| Arbitro: | Pantana (Macerata) |

| |            | |
| | Marcatori  | 46’ Girelli 85’ Perziano |
| Vergallo Cornaglia Intellisano Mauro Cucurachi (60' Dima) Manco Maielli Vincenzi Sergi Sardelli (65' De Toma) Ciullo | Formazioni | Buda Danzè Baron Amatulli Pizzimenti Castagna Grassitelli Picasso (87' Pilato) De Riggi (75' Perziano) Girelli Serna (85' Milani) |
| | Allenatori | Giuseppe Brucato |

| Arbitro: | Stifanini (Prato) |

| |            | |
| De Riggi 15’ (rig.) 42’, 50’ Girelli 30’ Serra 45’ Schina 77’                                                                                             | Marcatori  | 32’ Dima |
| · Buda · (52' Perziano) Danzè · Baron · Milani · Pizzimenti · Amatulli · Grassitelli · (46' Ferina) Picasso · De Riggi · 82’ Girelli · (65' Schina) Serra | Formazioni | · Vergallo · Cornaglia · Urso (70' De Luca) · Mauro (70' De Toma) · Cucurachi · Manco 18’ · Dima · Vincenti (70' Cagliano) · Majella · Sardelli 55’ · Ciullo |
| Giuseppe Brucato | Allenatori | |

## Promozione nel C.N.D.
Viene promossa la finalista Taurisano (5ª nel girone unico della Puglia), avendo la vincitrice Moncalieri vinto il proprio campionato.